# メーファールワン郡
メーファールワン郡（メーファールワンぐん）とはタイ北部・チエンラーイ県にある郡（アムプー）である。

## 歴史

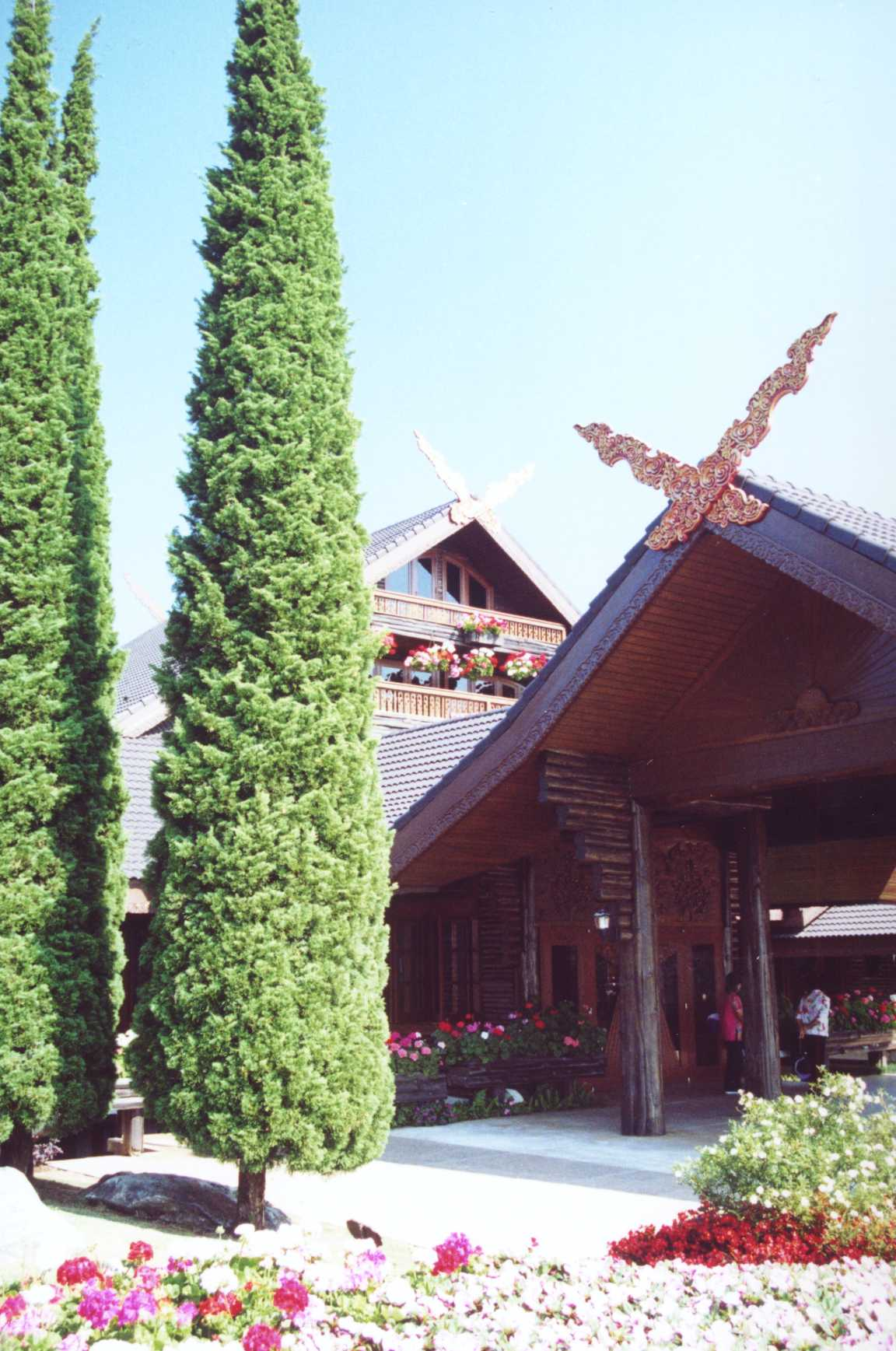
ドーイトゥン宮殿

元々は郡はメーチャンの一部であったが、北部開発に熱心であったラーマ9世の母、シーナカリン王太后がこの地域に関心を示し頻繁に訪れるようになり、1987年12月26日にドーイ・トゥンにドーイトゥン宮殿が作られた。
1992年4月1日メーファールワン分郡としてメーチャン郡から分離し成立。1996年12月5日にメーファールワン郡となった。

## 地理
チャン川が形成した台地に県庁所在地があり、メーチャン郡に向かって開いている。ドーイ・トゥンと呼ばれる山が北にありその向こうはミャンマーで、ドーイ・メーサローンとよばれる山が郡の南にある。
郡内のほとんどは高地で山岳民族が住む。

## 経済
郡内の主要な産業は農業であるが、いわゆる王室プロジェクトなどによって、郡内にお茶の工場が作られ、茶やドイトンコーヒーが郡の名産物となっている。

## 行政区分
郡内には4つのタムボンがあり、その下位に87の村（ムーバーン）が存在する。テーサバーンは置かれていないが、4つのタムボン行政体が存在する。
- タムボン・トゥートタイ・・・ตำบลเทอดไทย
- タムボン・メーサローンナイ・・・ตำบลแม่สลองใน
- タムボン・メーサローンノーク・・・ตำบลแม่สลองนอก
- タムボン・メーファールワン・・・ตำบลแม่ฟ้าหลวง